# Shane Perkins
Shane Perkins, född 30 december 1986 i Melbourne, Australien, är en australisk cyklist som tog OS-brons i sprintloppet vid de olympiska cyklingstävlingarna 2012 i London. 